# آیسانوای (قمر)
آیسانوای (به انگلیسی: Isonoe)، (یونانی: σονόη) که با نام ژوپیتر XXVI هم خوانده می‌شود، از قمرهای سیاره مشتری است. این قمر در سال۲۰۰۲ توسط تیمی از ستاره شناسان دانشگاه هاوایی به رهبری اسکات اس.شپرد کشف شد؛ و با نام موقت اس/۲۰۰۰جی ۶نامگذاری شد.
آیسانوای حدود۳٫۸ کیلومتر قطر دارد. متوسط مدارش ۲۳٬۸۳۳ مگامتر است و دوره آن ۷۵۱٫۶۴۷ روز بوده و انحراف آن ۱۶۶ درجه نسبت به دائرةالبروج و (۱۶۹ درجه نسبت به استوای مشتری) است. حرکت این قمر رجوعی و خروج از مرکز مدار آن ۰٫۱۶۶ است.
در ماه اکتبر ۲۰۰۲ به نام آیسانوای یکی از دختران دنیدیز
از اساطیر یونانی و از عاشقان زئوس (ژوپیتر) نامیده شد.
این قمر به گروه کارمه تعلق دارد که قمرهای نامنظمی دارد که با حرکت مخالف گرد و فاصله بین ۲۳ و ۲۴ گیگا متر وانحراف ۱۶۵درجه بدور مشتری می‌چرخند.